# 케이팝 딕셔너리
케이팝 딕셔너리(KPOP Dictionary: 500 Essential Korean Slang Words and Phrases Every K-Pop, K-Drama, K-Movie Fan Should Know, 케이팝 사전)은 작가 Woosung Kang이 집필한 한국어 신조어, 속어, 문구 500개를 모아 영어로 번역해 수록한 사전이다. 미국 아마존닷컴, 반즈앤노블 등의 온라인 상점과 오프라인 상점에서 e-Book과 일반 서적으로 판매되고 있다. e-Book은 2016, 11월 11일에 출판하였으며, 일반 서적은 2016년 11월 13일 New Ampersand Publishing을 통해 출간되었다. 한국에서는 교보문고 온라인 매장을 통해 판매중이다.
젊은 세대층에서 사용되는 방송용어, 신조어, 속어, 문구들을 다루고 있다. 아마존닷컴의 Music Encyclopedia 부문에서 "#1 Hot Release"를 기록하였으며, K-POP과 한국 드라마를 필두로 한 한류의 인기를 반영한다는 평가이며 2017년 10월 9일 기준으로 전 세계에서 1만권 이상의 판매고를 올렸다. 현재 스페인어, 포르투갈어, 한국어로도 판매중이다.